# Schismocarpus matudae
Schismocarpus matudae là một loài thực vật có hoa trong họ Loasaceae. Loài này được Steyerm. miêu tả khoa học đầu tiên năm 1953.